# Louis Lamoriello
Temple de la renommée : 2009
Temple de la renommée américain : 2012
Louis Lamoriello, dit Lou Lamoriello, (né à Providence dans le Rhode Island, aux États-Unis, le 21 octobre 1942) est président et directeur-général des Islanders de New York dans la Ligue nationale de hockey, après avoir servi comme directeur général des Maple Leafs de Toronto poste qu'il accepte le 23 juillet 2015. Il renonçait ainsi à ses fonctions de président des Devils du New Jersey.

## Carrière
Depuis 1968, Lamoriello est l'entraîneur de l'équipe Friars de Providence du Providence College, devenant directeur des sports de cette université en 1968. En 1987, il rejoint les Devils du New Jersey en tant que président. Sous sa direction, ces derniers remportent trois éditions de la Coupe Stanley, en 1995, 2000, 2003. Il occupe durant deux périodes le rôle d'entraîneur en chef. Le 19 décembre 2005, Larry Robinson, l'entraîneur des Devils, démissionne de son poste et Lamoriello assume la transition pour toute la saison 2005-2006. L'équipe est éliminée lors du deuxième tour, les demi-finales d'association, des séries éliminatoires de la Coupe Stanley par les Hurricanes de la Caroline. Il retrouve ce poste la saison suivante, après avoir congédié l'entraîneur Claude Julien le 2 avril 2007. les Devils sont de nouveau éliminé lors des demi-finales d'association lors des séries éliminatoires de. Lors de la saison 1992, il reçoit le trophée Lester-Patrick pour l'ensemble de sa contribution pour le hockey américain.
Lamoriello exerce également son influence en dehors de la franchise. Il joue ainsi un rôle important pour la résolution de la grève de 2004-2005.
En 1998, il est l'entraîneur des États-Unis aux Jeux olympiques, à Nagano. Son équipe s'incline 4 à 1 en quarts de finale face à la République tchèque.
Le 23 juin 2009, il est sélectionné pour le Temple de la renommée en tant que bâtisseur,.
Le 23 juillet 2015, il quitte ses fonctions au sein des Devils du New Jersey pour devenir directeur général des Maple Leafs de Toronto. Il quitte cette fonction le 30 avril 2018, mais reste dans l'organisation, comme conseiller senior.
Le 22 mai 2018, il devient le président des Islanders de New York.

## Trophées
- Coupe Stanley : 1995, 2000, 2003
- Trophée Lester-Patrick : 1992
- Trophée Jim-Gregory : 2020, 2021